# The Evolution of Man
The Evolution of Man je čtvrté studiové album britského rappera Exampla. Album bylo vydáno 19. listopadu 2012 skrze vydavatelství Ministry of Sound.

## Seznam skladeb
| Pořadí         | Název                                              | Producent(i)        | Délka |
| -------------- | -------------------------------------------------- | ------------------- | ----- |
| 1.             | Come Taste the Rainbow                             | Benga               | 4:11  |
| 2.             | Close Enemies                                      | Alex Smith          | 4:22  |
| 3.             | Perfect Replacement                                | Feed Me             | 3:28  |
| 4.             | Crying Out for Help                                | Tommy Trash         | 4:13  |
| 5.             | Queen of Your Dreams                               | Alesso              | 3:12  |
| 6.             | Say Nothing                                        | Dirty South         | 3:41  |
| 7.             | All My Lows                                        | Dirty South         | 5:50  |
| 8.             | The Evolution of Man                               | Alex Smith          | 3:56  |
| 9.             | One Way Mirror                                     | Dirty South         | 4:39  |
| 10.            | Snakeskin                                          | Friction, Sheldrake | 4:22  |
| 11.            | Blood From a Stone                                 | Zane Lowe           | 4:49  |
| 12.            | Are You Sitting Comfortably?                       | Skream              | 3:38  |
| 13.            | We'll Be Coming Back (Calvin Harris feat. Example) | Calvin Harris       | 3:57  |
| Celková délka: | Celková délka:                                     | Celková délka:      | 54:28 |

| Bonusové skladby z Deluxe Edice | Bonusové skladby z Deluxe Edice               | Bonusové skladby z Deluxe Edice | Bonusové skladby z Deluxe Edice |
| Pořadí                          | Název                                         | Producent(i)                    | Délka                           |
| ------------------------------- | --------------------------------------------- | ------------------------------- | ------------------------------- |
| 14.                             | Let's Be Fucking Stupid                       | Dada Life                       | 4:03                            |
| 15.                             | Someone To Die For (Example & Dillon Francis) | Dillon Francis                  | 4:35                            |
| 16.                             | Whisper (Example vs. AN21 & Max Vangeli)      | AN21 & Max Vangeli              | 4:01                            |
| 17.                             | Eutopia (Fade Away) (Example & Laidback Luke) | Laidback Luke                   | 4:30                            |
| 18.                             | Daydreamer (Flux Pavilion feat. Example)      | Flux Pavilion                   | 3:51                            |
| 19.                             | Say Nothing (Hardwell & Dannic Remix)         | Dirty South                     | 6:12                            |
| 20.                             | Close Enemies (Joker Remix)                   | Alex Smith                      | 4:06                            |
| 21.                             | Close Enemies (Dyro Remix)                    | Alex Smith                      | 4:19                            |
| Celková délka:                  | Celková délka:                                | Celková délka:                  | 89:55                           |